# República Popular da Crimeia
República Popular da Crimeia em tártaro da Crimeia:  Qırım Halq Cumhuriyeti, em ucraniano:  Кримська народна республіка, em russo:  Крымская народная республика) foi um estado autodeclarado que existiu de dezembro de 1917 a janeiro de 1918 na Península da Crimeia. A República Popular da Crimeia foi um dos muitos estados de curta duração que declararam independência após a Revolução Russa de 1917, causando o colapso do Império Russo.